# Старостина, Ольга Валентиновна
О́льга Валенти́новна Ста́ростина (в девичестве Кочнева; род. 13 марта 1969, Нарьян-Мар, Архангельская область) — российский политик, член Совета Федерации с 1 октября 2018 по 13 сентября 2020.

## Биография
В 1992 году окончила Рижский институт инженеров гражданской авиации по специальности «инженер-экономист», в 2003 году получила квалификацию юриста в Северо-Западной академии государственной службы, в 2013 году окончила Российскую академию народного хозяйства и государственной службы при Президенте Российской Федерации по специальности «психолог, преподаватель психологии». Кандидат экономических наук.
С 1993 по 1996 год работала бухгалтером администрации Нарьян-Мара, с 1996 по 2001 год возглавляла городской финансовый отдел администрации Нарьян-Мара, в 2001—2006 и в 2008—2009 годах являлась заместителем главы администрации Нарьян-Мара, с 2006 по 2008 год руководила управлением финансов администрации Нарьян-Мара.
С 2009 года Ольга Старостина занимала должность председателя городского совета Нарьян-Мара второго и третьего созывов (губернатор Ненецкого автономного округе Игорь Кошин поддерживал другого кандидата, и после избрания Старостиной ухудшились его позиции в рейтинге эффективности губернаторов, который готовит Фонд развития гражданского общества). В апреле 2017 года Кошин назначил Старостину своим заместителем по делам малочисленных народов Севера, и 22 июня 2017 года Собрание депутатов Ненецкого автономного округа единогласно утвердило её в новой должности.
14 сентября 2018 года Ольга Старостина ушла с должности вице-губернатора в связи с избранием депутатом Андегского сельсовета, а 1 октября 2018 года новый губернатор Александр Цыбульский наделил её полномочиями члена Совета Федерации — представителя исполнительного органа государственной власти НАО.
Позиция Ольги Старостиной по вопросу объединения НАО и Архангельской области, которое она поддержала вызвала негативную реакцию среди жителей округа. Попытка Старостиной пройти муниципальный фильтр для повторного наделения полномочиями члена Совета Федерации в 2020 году, и получить поддержку 10 % представительных органов муниципальных образований НАО, не увенчалась успехом.
14 сентября 2020 года избранный накануне губернатором Юрий Бездудный назначил членом Совета Федерации от исполнительного органа государственной власти округа председателя горсовета Нарьян-Мара Дениса Гусева.

### Деятельность
Ольга Старостина поддержала пенсионную реформу, предполагающую повышение пенсионного возраста в России.
В феврале 2013 года Ольга Старостина высказалась против объединения Ненецкого автономного округа и Архангельской области.
Если говорить о мнении людей, живущих в Ненецком автономном округе, не стану говорить о всех, но те, с кем общаюсь я, не видят ни каких плюсов от объединения.

А моё личное мнение: я, как коренной житель, категорически против объединения.
21 мая 2020 года Ольга Старостина поддержала идею объединения Ненецкого автономного округа и Архангельской области.
Учитывая важность вопроса для жителей Ненецкого автономного округа, я сегодня лично встретилась с и.о. губернатора Архангельской области Александром Витальевичем Цыбульским и получила полную информацию о целях и задачах ,которые будут стоять перед новым субъектом,какие положительные результаты получат жители НАО и Архангельской области ,Россия в целом!
Честно скажу: ушло у меня из души чувство ,что решение ошибочное!
Убеждена, что информация о целях и ожидаемых результатах создания нового субъекта должна быть доведена до каждого жителя обоих регионов представителями власти,чтоб каждому было понятно данное решение.
Это мое первое заявление о происходящем историческом событии.